# James C. Gould
James C. Gould SI (ur. 4 czerwca 1945 w Johnson City) – amerykański duchowny rzymskokatolicki, jezuita, misjonarz, prefekt apostolski Wysp Marshalla.

## Życiorys
James C. Gould urodził się 4 czerwca 1945 w Johnson City w stanie Nowy Jork, w Stanach Zjednoczonych. 4 maja 1974 otrzymał święcenia prezbiteriatu i został kapłanem Towarzystwa Jezusowego.
23 kwietnia 1993 papież Jan Paweł II utworzył prefekturę apostolską Wysp Marshalla i jej pierwszym prefektem apostolskim mianował o. Goulda.
21 grudnia 2007 o. Gould zrezygnował z prefektury na podstawie kan. 401 §2 Kodeksu Prawa Kanonicznego (z powodu choroby lub innej poważnej przyczyny)